# Cayetano Bartolomé Bonnín Vásquez
Cayetano Bartolomé Bonnín Vásquez (Palma, 30 de juny de 1990), conegut com a Tano, és un futbolista professional dominicà que juga com a central per l'Hèrcules CF.

## Carrera de club
Tano va jugar la pràctica totalitat de la seva època de formació amb el RCD Mallorca, i en dues etapes al club s'hi va estar 11 anys. Va debutar com a sènior amb el RCD Mallorca B a la segona divisió B, i va acabar la temporada 2009–10 cedit al Real Jaén de la mateixa categoria.
L'estiu de 2010, Tano va signar contracte amb el Reial Madrid CF, i fou inicialment assignat al Reial Madrid Castella tot i que només va jugar amb el Reial Madrid C a la tercera divisió. Va continuar jugant en categories inferiors els anys següents, amb el València CF Mestalla.
El febrer de 2013, Tano va esdevenir sensació a internet després de refusar la pilota amb una xilena contra el CE L'Hospitalet en un partit de Segona B. El 3 de setembre va signar amb la SD Noja, però va marxar al Vila-real CF C el 25 d'octubre després que no se li permetés jugar.
El 8 de juliol de 2015, Tano va fitxar pel CA Osasuna de la segona divisió. Va debutar amb el club el 30 d'agost, entrant al minut 46 en substitució de Miguel Flaño en una victòria per 1–0 a casa contra el CD Mirandés, i va jugar 30 partits, inclosos els play-off, per ajudar el seu equip a assolir l'ascens.
Tano va debutar a La Liga el 10 de setembre de 2016, jugant com a titular, i essent expulsat, en una derrota per 2–5 contra el Reial Madrid.

## Internacional
Com que la seva mare és dominicana, Tano va debutar amb la República Dominicana el 24 de març de 2013, en un partit amistós contra Haití que acabà en victòria per 3–1.